# Hipolit Nowina-Konopka
Hipolit Nowina-Konopka, (ur. 27 września 1894 w Tomaszewicach, zm. 3 marca 1945 w Mińsku Mazowieckim) – polski ziemianin, żołnierz Legionów Polskich, burmistrz Mińska Mazowieckiego z nadania Delegatury Rządu na Kraj.

## Życiorys

### Dzieciństwo i młodość
Hipolit Konopka herbu Nowina urodził się 27 września 1894 r. w Tomaszowicach koło Krakowa. Jego ojciec, Tadeusz był członkiem krakowskiej Akademii Umiejętności i malarzem z wykształcenia, a dziadek Józef -  posłem na Sejm Krajowy w Galicji. Jego matką była hrabina Jadwiga ze Skórzewskich herbu Drogosław. 
W latach 1908–1914 uczył się w Wyższej Szkole Realnej w Krakowie.

### Służba w wojsku
W sierpniu 1914 r. przyłączył się do dowodzonego przez por. Antoniego Ostrowskiego pododdziału kawalerii, tworzonego w krakowskim Oddziale Konnego Sokoła (przy ul. Smoleńsk). Z dniem 27 sierpnia tegoż roku rozpoczął służbę w 2 Pułku Ułanów Legionów Polskich. Jego chrzest bojowy stanowiły potyczki stoczone w rejonie Huszt i Marmarosz Sziget na Węgrzech na początku października 1914 r., a następnie w okolicach Rafajłowy, Pasieczny, Sołotwiny, Bohorodczan, Tarnawicy Leśnej i Nawizowa. Brał udział w kampanii bukowińskiej, bitwie pod Rokitną, Lisowem i Kostiuchnówką.
Podczas stacjonowania 2 Pułku Ułanów w Mińsku Mazowieckim (1916/1917r.) poznał swoją przyszłą żonę Marię Michalinę Grochowską. Ślub odbył się 29 października 1919 r. w Warszawie.
W czasie wojny polsko-bolszewickiej jako wachmistrz służył w szwadronie zapasowym 2 Pułku Szwoleżerów Rokitniańskich Wojska Polskiego.

### Okres międzywojenny
W latach 20. sprawował posadę administratora majątku senatora II RP hrabiego Augusta Cieszkowskiego w Łukówcu na Ziemi Mińskiej i dzierżawcy majątku Augustówka.
W 1937 r. małżeństwo zamieszkało w Mińsku Mazowieckim. Konopka angażował się w życie lokalnej społeczności należąc do licznych organizacji, takich jak między innymi: oddział miński Związku Legionistów Polskich oraz Koło byłego 2 Pułku Ułanów Legionów Polskich (wiceprezes), Towarzystwo Łowieckie w Jeruzalu (członek), Jeruzalski Łowiec (skarbnik).

### Burmistrz Mińska Mazowieckiego
W okresie II wojny światowej Konopka był żołnierzem Armii Krajowej. W 1944 r. po wycofaniu się wojsk niemieckich z Mińska Mazowieckiego, został powołany na stanowisko burmistrza miasta z nadania Delegatury Rządu na Kraj. Podczas pełnienia swojego urzędu wydał wiele zarządzeń służących poprawie jakości życia mieszkańców zrujnowanego Mińska Mazowieckiego, jak np. uruchomienie miejskiej elektrowni, porządkowanie ulic i chodników, likwidację szyldów niemieckich, zasypywanie lejów po bombach itp. Działalność Konopki została z entuzjazmem przyjęta przez lokalną społeczność, jednak Sowieci nie zamierzali pozostawiać władzy w ręku patrioty.
W nocy z 6/7 sierpnia przeprowadzono obławę podczas której aresztowano członków Powiatowej Delegatury Rządu na Kraj. Rozpoczęto też wywózki członków AK do obozów przejściowych i dalej do rosyjskich łagrów. Konopkę pozostawiono jeszcze na stanowisku chcąc wywołać wśród mieszkańców pozór współpracy z ich burmistrzem i prowadzenia dialogu z różnymi siłami politycznymi. Utworzono Miejską Radę Narodową, na której członka wybrano Konopkę, jednak stopniowo odbierano mu kontrolę nad kolejnymi dziedzinami zarządzania miastem. 1 listopada 1944 r. burmistrz zorganizował obchody upamiętniające żołnierzy, którzy zginęli w walce o wolność Ojczyzny. Przemarsz pocztów sztandarowych lokalnych organizacji i stowarzyszeń, uroczyste nabożeństwo oraz procesja na cmentarz, apel poległych i płomienne przemówienie Konopki, nie mogły zostać zaakceptowane przez komunistów. Burmistrza zaczęto oskarżać m.in. o niegospodarność, rozkradanie mienia publicznego i brak zaangażowania w rozwiązywanie problemów mieszkańców. Choć Konopka wybronił się ze wszystkich zarzutów, to 13 listopada 1944 r. został zwolniony z urzędu przez Miejską Radę Narodową, a dwa dni później zwolniony z pracy.

### Śmierć
Hipolit Konopka został zamordowany 3 marca 1945 r. około godziny 2.00-3.00 nad ranem. Wtedy to do jego domu przyszli mężczyźni podający się za funkcjonariuszy MO. Poinformowali, że mężczyzna musi pójść z nimi w celu złożenia zeznań. Kilka godzin późnej Maria Konopka znalazła ciało męża leżące w sąsiedniej bramie. Mężczyzna został zastrzelony dwoma strzałami w tył głowy i jednym w plecy. Tej nocy nieznani sprawcy pozbawili życia 8 mieszkańców miasta. Odpowiedzialni za morderstwo byli prawdopodobnie funkcjonariusze: Stefan Koc (szef PUBP) i jego zastępcy Władysław Mauer oraz Stanisław Dąbrowski. Powiatowy Urząd Bezpieczeństwa Publicznego i Milicja Obywatelska nie były zainteresowane wyjaśnieniem sprawy. Prowadzone w latach 50. Śledztwo zostało umorzone przez prokuraturę. Konopka spoczywa w rodzinnym grobie na cmentarzu w Mińsku Mazowieckim.

#### Odznaczenia
- Krzyż Srebrny Orderu Wojennego Virtuti Militari (24 września 1939)
- Krzyż Niepodległości
- Krzyż Walecznych (dwukrotnie)

## Upamiętnienie
- Tablica odsłonięta w październiku 2000 r. w kaplicy na terenie parafii pw. św. Jana Chrzciciela w Mińsku Mazowieckim[2].
- W 70. Rocznicę śmierci Hipolita Konopki na terenie Muzeum Ziemi Mińskiej odsłonięto pamiątkową tablicę poświęconą zamordowanemu burmistrzowi[4].